# Open-loop controller
En el ámbito de la electrónica, un open-loop controller, también llamado non-feedback controller, es un tipo de controlador lógico programable que procesa su entrada en un sistema usando solamente el estado actual y este modelo del sistema. 
Una característica es, que no usa feedback para determinar si la entrada ha alcanzado el propósito deseado. Esto significa que el sistema no observa la salida de los procesos que está controlando. Por consecuencia, un sistema open-loop no se puede usar en aprendizaje de máquina (IA) y no se puede corregir ningún error que pueda resultar. Esto también puede no compensar errores en el sistema.
Por ejemplo, un sistema de irrigación programado para encenderse en tiempos dados, puede ser un ejemplo de un sistema open-loop solo si no mide el suelo o humedad como una forma de realimentación. Aun si está lloviendo, el sistema de irrigación se activaría de acuerdo al horario, desperdiciando agua.
El control open-loop es útil para sistemas bien definidos donde las relaciones entre la entrada y la salida pueden ser modeladas. Por ejemplo, determinar el voltaje con el cual alimentar un motor eléctrico que conduce una carga constante para alcanzar una velocidad deseada, puede ser una buena aplicación para un control open-loop. Visto por otro lado, si la carga no es predecible, la velocidad del motor podría variar en función de la carga como del voltaje, en ese caso un controlador open-loop no sería suficiente para un control permanente de la velocidad.
Un ejemplo de este sistema de transporte que se requiere viaje a una velocidad constante. Para un voltaje constante, el transportador se moverá a diferentes velocidades dependiendo de la carga del motor (aquí representado por el peso de los objetos en el transportador). Para que el transportador se mueva a una velocidad constante, el voltaje del motor debe ser ajustado dependiendo de la carga. En este caso un control closed-loop sería necesario.
Un controlador open-loop suele ser usado en procesos simples debido a su simplicidad y bajo costo, especialmente en sistemas donde la retroalimentación no es muy importante. Un ejemplo típico sería una lavadora convencional, en la cual el tiempo de lavado es dependiente del juicio y estimación del operador humano. Generalmente, para obtener un control más exacto y adaptativo, es necesario alimentar la salida de vuelta al controlador. Esta tipo de sistemas son llamados sistemas closed-loop.